# Последний из великих королей
«После́дний из вели́ких короле́й» — фильм о подростках. Действие происходит в Хоуте (Дублин, Ирландия), где подростки сталкиваются с зарождением панка, смертью Элвиса Пресли и различными подростковыми драмами. В фильме снялись такие актеры как Джаред Лето, Кристина Риччи, Кэтрин О’Хара, Гэбриел Бирн. 
В некоторых странах этот фильм был выпущен на DVD под названием Summer Fling.

## Сюжет
1977 год, мир потрясён смертью Элвиса Пресли. Фрэнки Гриффин (Джаред Лето), семнадцатилетний подросток, только что завершил сдачу выпускных экзаменов в школе. Убеждённый, что не набрал нужного количества баллов, он проводит лето, организуя пляжную вечеринку, мечтая о двух девушках, которых он считает недоступными, и отказывает во внимании девушке из Америки, которая является другом семьи, справляется с его чудной семьёй.

## В ролях
| Актёр              | Роль                |
| ------------------ | ------------------- |
| Джаред Лето        | Фрэнки Гриффин      |
| Кэтрин О’Хара      | мать Фрэнки Кэтлин  |
| Гэбриел Бирн       | отец Фрэнки Джек    |
| Кристина Риччи     | Эрин                |
| Стивен Ри          | Таксист             |
| Колм Мини          | политик Джим Даверн |
| Лоррейн Пилкингтон | Джейн Уэйн          |
| Джейсон Бэрри      | Нельсон Фицджеральд |
| Эмили Мортимер     | Роми Томас          |
| Карл Хейден        | Хоппер Делани       |